# Hotel Sercotel Ayala
El Hotel Sercotel Ayala es un hotel de cuatro estrellas situado en la calle del Canciller Ayala en pleno centro de la villa de Bilbao.

## Historia
Inaugurado el 1 de agosto de 2020 y ubicado detrás de El Corte Inglés de Bilbao, junto a la Estación de Abando Indalecio Prieto, se trata de un proyecto de obra nueva, mediante construcción integral de toda la edificación situada donde se alzaba la antigua residencia de los jesuitas de Bilbao, adyacente a la Iglesia del Sagrado Corazón.
Operado bajo Sercotel Hotels, consta de 61 habitaciones repartidas en 6 plantas con un estilo de decoración moderno. Es el tercer establecimiento de la compañía junto a Sercotel Coliseo y el Sercotel Arenal.

## Comunicaciones
- Estación de Abando del metro de Bilbao.
- Estación de Abando Indalecio Prieto.

## Edificios y ubicaciones adyacentes
- Edificio de Fnac.
- Edificio de El Corte Inglés.
- Iglesia del Sagrado Corazón.
- Edificio sede de las Juntas Generales de Bizkaia.
- Estación de Abando Indalecio Prieto.